# سفياتوهيرسك
المعارك
وقعت فيها ايضا معركة سيفاتوهيرسك

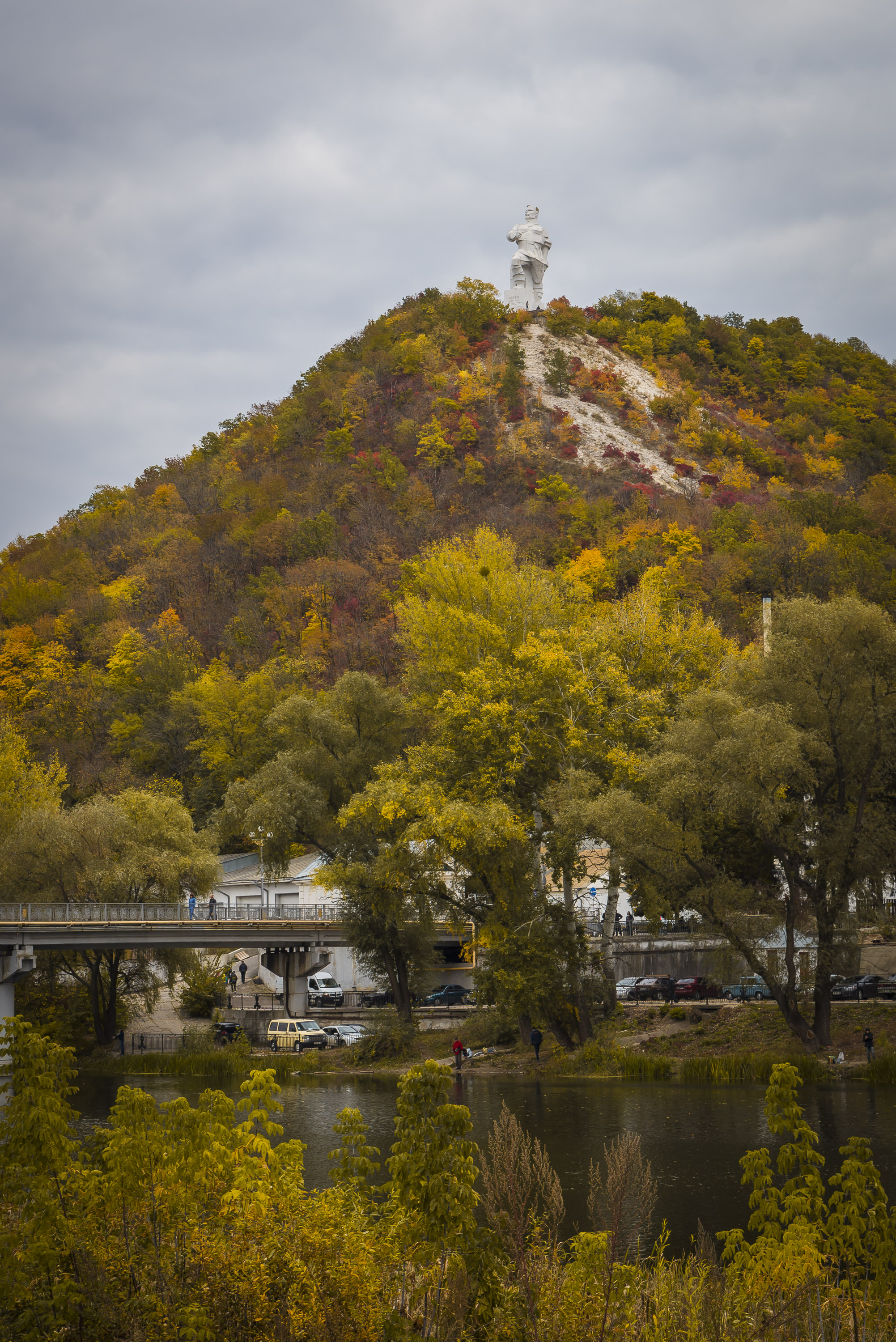
نصب تذكاري لأرتيم في سفياتوهيرسك

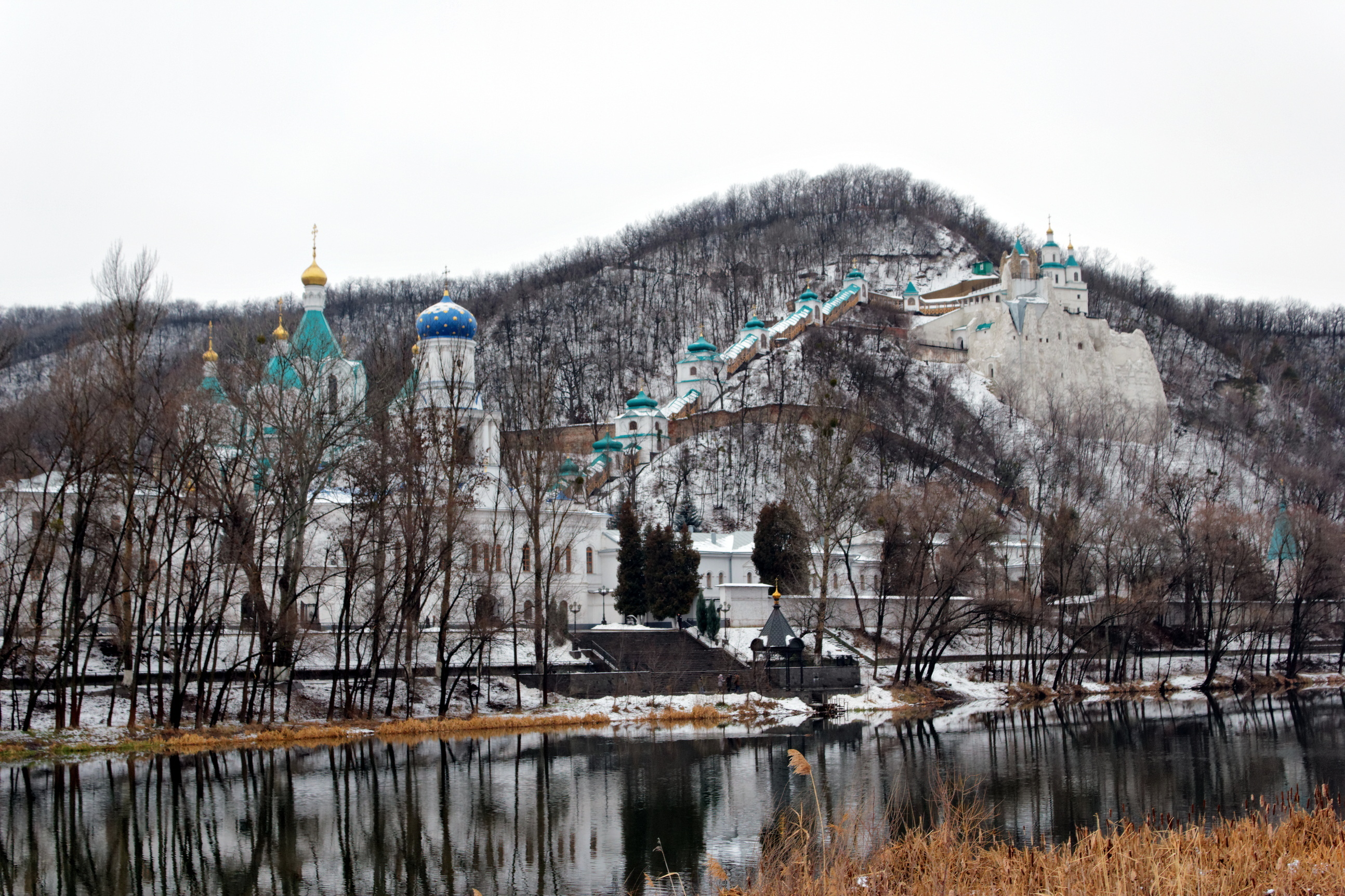
دير سفياتوهيرسك

سفياتوهيرسك (بالأوكرانية: Святогі́рськ)‏، هي مدينة تقع في منطقة دونيتسك في أوكرانيا، ويبلغ عدد سكانها 5,136 نسمة.

## التاريخ
ذُكرت مستوطنة في منطقة الجبال المقدسة لأول مرة في المصادر المكتوبة في القرن السادس عشر. في عام 1624 أُنشئ دير هنا إلا أنه في نهاية القرن الثامن عشر تمت علمنة جميع الأراضي الرهبانية وتم نقلها إلى ملاك خاصين.